# 饶文敏
饶文敏，中国人民解放军中将军衔，曾任中央军委装备发展部副部长，第十四届全国人民代表大会代表。

## 经历
2023年3月8日，在十四届全国人大一次会议解放军和武警部队代表团全体会议上饶文敏作为军委装备发展部的代表进行发言。
2023年12月29日，疑因涉及火箭军腐败案，饶文敏被罢免第十四届全国人民代表大会代表职务。